# ایوان دوچلک
ایوان دوچلک (انگلیسی: Ivan Dolček؛ زادهٔ ۲۴ آوریل ۲۰۰۰) بازیکن فوتبال اهل کرواسی است که در حال حاضر برای باشگاه فوتبال داک ۱۹۰۴ دونایسکا استردا بازی می‌کند. 
از باشگاه‌هایی که در آن بازی کرده است می‌توان به باشگاه فوتبال اسلاون بلوپو و باشگاه فوتبال هایدوک اسپلیت اشاره کرد.
وی همچنین در تیم‌های ملی فوتبال زیر ۲۰ سال کرواسی و زیر ۲۱ سال کرواسی بازی کرده است.